# Saint-Sulpice-de-Grimbouville
Saint-Sulpice-de-Grimbouville és un municipi francès situat al departament de l'Eure i a la regió de Normandia. L'any 2007 tenia 174 habitants.

## Demografia

### Població
El 2007 la població de fet de Saint-Sulpice-de-Grimbouville era de 174 persones. Hi havia 62 famílies de les quals 8 eren unipersonals (8 homes vivint sols), 31 parelles sense fills i 23 parelles amb fills.
La població ha evolucionat segons el següent gràfic:
Habitants censats

### Habitatges
El 2007 hi havia 72 habitatges, 64 eren l'habitatge principal de la família, 7 eren segones residències i 1 estava desocupat. Tots els 72 habitatges eren cases. Dels 64 habitatges principals, 58 estaven ocupats pels seus propietaris, 4 estaven llogats i ocupats pels llogaters i 2 estaven cedits a títol gratuït; 1 tenia dues cambres, 8 en tenien tres, 27 en tenien quatre i 27 en tenien cinc o més. 58 habitatges disposaven pel capbaix d'una plaça de pàrquing. A 23 habitatges hi havia un automòbil i a 40 n'hi havia dos o més.

### Piràmide de població
La piràmide de població per edats i sexe el 2009 era:
| Homes | Edats   | Dones |
| ----- | ------- | ----- |
| 0     | 95 o +  | 0     |
| 0     | 90 a 94 | 0     |
| 0     | 85 a 89 | 4     |
| 0     | 80 a 84 | 0     |
| 0     | 75 a 79 | 0     |
| 0     | 70 a 74 | 0     |
| 4     | 65 a 69 | 4     |
| 0     | 60 a 64 | 4     |
| 0     | 55 a 59 | 4     |
| 4     | 50 a 54 | 4     |
| 16    | 45 a 49 | 16    |
| 8     | 40 a 44 | 8     |
| 0     | 35 a 39 | 4     |
| 0     | 30 a 34 | 4     |
| 4     | 25 a 29 | 0     |
| 12    | 20 a 24 | 4     |
| 8     | 15 a 19 | 8     |
| 4     | 10 a 14 | 4     |
| 8     | 5 a 9   | 0     |
| 0     | 0 a 4   | 0     |

## Economia
El 2007 la població en edat de treballar era de 116 persones, 80 eren actives i 36 eren inactives. De les 80 persones actives 75 estaven ocupades (43 homes i 32 dones) i 5 estaven aturades (5 dones i 5 dones). De les 36 persones inactives 23 estaven jubilades, 5 estaven estudiant i 8 estaven classificades com a «altres inactius».

### Ingressos
El 2009 a Saint-Sulpice-de-Grimbouville hi havia 64 unitats fiscals que integraven 175 persones, la mediana anual d'ingressos fiscals per persona era de 18.660 €.

### Activitats econòmiques
Dels 5 establiments que hi havia el 2007, 1 era d'una empresa de fabricació d'altres productes industrials, 3 d'empreses de construcció i 1 d'una empresa classificada com a «altres activitats de serveis».
Dels 3 establiments de servei als particulars que hi havia el 2009, 1 era un taller de reparació d'automòbils i de material agrícola, 1 fusteria i 1 electricista.
L'any 2000 a Saint-Sulpice-de-Grimbouville hi havia 9 explotacions agrícoles.

## Poblacions més properes
El següent diagrama mostra les poblacions més properes.